# Ford Puma (кросовер)
Форд пума (енгл. Ford Puma) градски је кросовер који производи америчка фабрика аутомобила Форд од 2019. године.

## Историјат
Представљена је крајем јуна 2019. године у Диселдорфу, а званично на салону аутомобила у Франкфурту септембра исте године. Заснована је на истој платформи као фијеста седме генерације. Од фијесте преузима неке дизајнерске карактеристике, али за разлику од ње истиче се вишим клиренсом и већим пртљажником капацитета 456 литара. Позиционирана је између кросовер модела екоспорта и куге.
Форд је раније користио назив „пума”, али у купе верзији, модел који се производио од 1997. до 2001. године. За разлику од спортске верзије, кросовер пума се фокусира на добро искоришћење простора, модерне технологије и системе помоћи. Као и мањи екоспорт производи се у месту Крајови, у Румунији.
Опремљена је савременим технологијама, поседује активни темпомат, аутоматско кочење, систем детекције пешака, помоћни систем за одржавање возила у траци и друго. Фордов „CoPilot360” ограничено аутономни систем може да функционише у условима градске гужве када је потребно често кретати и заустављати возило. Задња камера са широким углом сочива омогућава поглед на околину од 180 степени. Део стандардне опреме су „Android Auto” и „Apple CarPlay” системи. Њиме се управља преко осмоинчног централно постављеног екрана осетљивог на додир, а ту је и 12,3-инчни дигитални екран уместо аналогне контролне табле. Пума има занимљив детаљ у пртљажнику, ради се о додатном простору од 80 литара испод гепека са одводним вијком, који служи за превоз нестабилних, мокрих или прљавих ствари.
На европским тестовима судара, пума је 2019. године добила максималних пет звездица за безбедност.

## Мотори
| Модел               | Тип мотора | Запремина | Снага           | Момент      | 0–100 km/h | Брзина   |
| Бензин              | Бензин     | Бензин    | Бензин          | Бензин      | Бензин     | Бензин   |
| ------------------- | ---------- | --------- | --------------- | ----------- | ---------- | -------- |
| 1.0 EcoBoost        | R3         | 999 cm³   | 92 kW (123 КС)  | 200 Nm/1400 | 10,2 сек.  | 187 km/h |
| 1.0 EcoBoost Hybrid | R3         | 999 cm³   | 114 kW (153 КС) | 240 Nm/2500 | 9,0 сек.   | 205 km/h |
| Дизел               |            |           |                 |             |            |          |
| 1.5 EcoBlue         | R4         | 1499 cm³  | 88 kW (118 КС)  | 270 Nm/1750 | 10,3 сек.  | 185 km/h |

## Галерија
- предњи поглед
- Форд пума ST-Line
- задњи поглед
- унутрашњост
- редизајн
- задњи поглед
- Форд пума Gen-E
- задњи поглед